# Acanthogorgia ceylonensis
Acanthogorgia ceylonensis is een zachte koraalsoort uit de familie Acanthogorgiidae. De koraalsoort komt uit het geslacht Acanthogorgia. Acanthogorgia ceylonensis werd in 1905 voor het eerst wetenschappelijk beschreven door Thomson & Henderson. 